# Cricotopus formosanus
Cricotopus formosanus är en tvåvingeart som först beskrevs av Jean-Jacques Kieffer 1916.  Cricotopus formosanus ingår i släktet Cricotopus och familjen fjädermyggor.
Artens utbredningsområde är Taiwan. Inga underarter finns listade i Catalogue of Life.